# مریدیان (تگزاس)
مریدیان، تگزاس (به انگلیسی: Meridian, Texas) یک شهر در ایالات متحده آمریکا با جمعیت ۱٬۴۹۳ نفر است که در تگزاس واقع شده‌است.

## موقعیت جغرافیایی
موقعیت جغرافیایی شهرها و مناطق اطراف به شرح زیر است: